# Грабово (Томпојевци)
Грабово је насељено место у општини Томпојевци, Вуковарско-сремска жупанија, Хрватска.

## Историја
До територијалне реорганизације у Хрватској било је у саставу старе општине Вуковар.

## Становништво
У попису становништва из 2011. године, Грабово није имало становника.
| Број становника према пописима | Број становника према пописима | Број становника према пописима | Број становника према пописима | Број становника према пописима | Број становника према пописима | Број становника према пописима | Број становника према пописима | Број становника према пописима | Број становника према пописима | Број становника према пописима | Број становника према пописима | Број становника према пописима | Број становника према пописима | Број становника према пописима | Број становника према пописима |
| ------------------------------ | ------------------------------ | ------------------------------ | ------------------------------ | ------------------------------ | ------------------------------ | ------------------------------ | ------------------------------ | ------------------------------ | ------------------------------ | ------------------------------ | ------------------------------ | ------------------------------ | ------------------------------ | ------------------------------ | ------------------------------ |
| 1857                           | 1869                           | 1880                           | 1890                           | 1900                           | 1910                           | 1921                           | 1931                           | 1948                           | 1953                           | 1961                           | 1971                           | 1981                           | 1991                           | 2001                           | 2011                           |
| 49                             | 233                            | 241                            | 197                            | 116                            | 175                            | 218                            | 184                            | 130                            | 279                            | 236                            | 240                            | 9                              | 0                              | 0                              | 0                              |

Напомена: Исказује се као део насеља до 1948, а као насеље од 1953. Године 1991. припојена су му насеља Јакобовац и Овчара која су издвојена у ново насеље Грабово (Вуковар), које садржи податке за наведена бивша насеља од 1890. до 1981.